# Shirakawa (Kamo)
Shirakawa (白川町?, Shirakawa-chō) è una cittadina giapponese della prefettura di Gifu.

## Amministrazione

### Gemellaggi
- Pistoia, dal 1994